# 준 듀프레이
준 듀프레이(영어: June Duprez, 1918년 5월 14일 ~ 1984년 10월 30일)는 1930~1940년대 활동했던 영국 배우이다. 모험 소설 원작 영화 《포 페더스》에서 여주인공을 맡아 유명해졌고, 공주 역으로 출연한 《바그다드의 도둑》이 큰 성공을 거두었다. 1945년판 《그리고 아무도 없었다》에서는 베라 역을 맡았다.
아버지는 미국인 코미디언 프레드 듀프레이였고 어머니는 오스트레일리아 출신의 플로렌스 매슈스였다. 제2차 세계대전을 거치며 파산 후 부유한 의사와 결혼했으나 오래 가지 못했다. 두 번째 남편과의 사이에서 딸을 둘 얻었고 1965년 이혼했다. 오랜 투병 기간을 겪고 1984년 죽었다.

## 영화 출연작 목록
| 연도 | 제목                   | 원제                           | 배역                | 비고        |
| ---- | ---------------------- | ------------------------------ | ------------------- | ----------- |
| 1936 | 아마추어 신사          | The Amateur Gentleman          |                     | 단역        |
| 1936 | 추기경                 | The Cardinal                   | 프란체스카 몬테로사 |             |
| 1936 | 크림슨 서클            | The Crimson Circle             | 실비아 해먼드       |             |
| 1939 | 포 페더스              | The Four Feathers              | 에스니 버로스       |             |
| 1939 | 스파이 인 블랙         | The Spy in Black               | 앤 버넷             |             |
| 1939 | 사자에게도 날개가 있다 | The Lion Has Wings             | 준                  |             |
| 1940 | 바그다드의 도둑        | The Thief of Bagdad            | 공주                |             |
| 1942 | 그들은 밤에 온다       | They Raid by Night             | 잉가 베커링         |             |
| 1942 | 리틀 도쿄 USA          | Little Tokyo, U.S.A.           | 테루                |             |
| 1943 | 언제나 영원히          | Forever and a Day              | 줄리아 트림블폼프렛 |             |
| 1943 | 해변경비대의 돈 윈즐로 | Don Winslow of the Coast Guard | 태즈미아            |             |
| 1943 | 호랑이 엄니            | Tiger Fangs                    | 린다 매카들         |             |
| 1944 | 오직 고독한 마음뿐     | None but the Lonely Heart      | 에이다 브랜틀라인   |             |
| 1945 | 브라이턴의 교살자      | The Brighton Strangler         | 에이프릴 맨비 카슨  |             |
| 1945 | 그리고 아무도 없었다   | And Then There Were None       | 베라 클레이손       |             |
| 1946 | 저기 브레넌 아가씨     | That Brennan Girl              | 내털리 브레넌       |             |
| 1947 | 캘커타                 | Calcutta                       | 마리나 타네브       |             |
| 1961 | 원 플러스 원           | One Plus One                   | 마거릿 게일로드     | 마지막 작품 |